# Fritz Abb
Friedrich Wilhelm „Fritz“ Abb (* 14. April 1930 in Darmstadt; † 9. Februar 2005) war ein deutscher Volkswirt und Hochschullehrer.

## Leben
Friedrich „Fritz“ Abb studierte Volkswirtschaftslehre und Jura an der Universität Frankfurt, schloss sein Studium als Diplom-Volkswirt ab, wurde 1957 zum Dr. rer. pol. promoviert und habilitierte sich und begann seine Lehrtätigkeit am 19. September 1966 als Privatdozent. Seine Ernennung zum Universitätsprofessor für Volkswirtschaftslehre erfolgte 1971 in Frankfurt am Main. Er wirkte 1972/1973 als Dekan, war ab 1983 Wissenschaftlicher Leiter der Akademie für Welthandel in Frankfurt und war bis zu seiner Emeritierung 1998 am Fachbereich 2 – Wirtschaftswissenschaften tätig. Er war katholisch, verheiratet ab 1963 mit Verena Abb, geborene Kunkel, und hatte zwei Kinder (Sigrid und Claus).

## Veröffentlichungen (Auswahl)
- Die Probleme der Produktivitätsmessung insbesondere im Handwerk (= Studien und Berichte des Instituts für Handwerkswirtschaft an der Universität Frankfurt am Main. Studie Nr. 42). Frankfurt am Main 1958.
- Wirtschaftswachstum und Einkommensververteilung. 1971.